# Lanová dráha Ochsenkopf-Süd
Lanová dráha Ochsenkopf-Süd je odpojitelná dvojsedačková lanovka s ochranným krytem proti nepřízni počasí (2-CLD/B), která vede z Warmensteinachu na německé straně Smrčin na vrchol Ochsenkopf.
Lanovou dráhu postavila v roce 1997 italská firma Leitner ze Sterzingu, jako náhradu za stávající lanovou dráhu. 
V roce 2018 by měla začít výměna lanové dráhy za gondolovou, která by umožnila i přepravu kočárků a zpřístupnila by tak turistický region dalším skupinám osob. Nová lanovka by měla být uvedena do provozu na zimní sezonu 2019/2020.

## V zimě
V zimě zpřístupňuje lanovka společně s lanovkou Ochsenkopf-Nord v Bischofsgrünu lyžařské středisko na Ochsenkopfu.

## V létě
V letním období mohou být lanovkou na vrchol přepravována kola, neboť pod ní vede trasa pro horská kola. 